# 조석
조석(潮汐, 영어: tide), 또는 조수(潮水)는 태양과 달이 지구에 미치는 기조력에 의해 지구의 해수면이 주기적으로 오르내리는 현상이다. 물때라고도 한다. 해수면이 가장 낮은 시기를 간조(干潮, 영어: low tide), 가장 높은 시기를 만조(滿潮, 영어: high tide)라 하며 간조에서 만조로 수위가 상승하는 동안을 밀물, 만조에서 간조로 수위가 하강하는 동안을 썰물이라고 한다. 만조와 간조 때의 해수면의 차이를 조차, 혹은 조수간만의 차라고 부른다. 조력 발전은 조수 간만의 차를 이용해 전기를 생산한다. 만조와 간조가 반복되는 조석 주기는 평균적으로 12시간 25분이며, 지역에 따라 보통 하루에 1~2회 정도 조석이 생긴다. 만조와 간조가 번갈아 일어날 때 해안에서는 조류(潮流, 영어: tidal current)가 생긴다.
조석은 태양과 달의 기조력에 의해 생기기 때문에 태양과 달의 위치에 따라 조차가 달라진다. 달이 그믐이나 보름 직후 조차가 가장 클 때를 사리(영어: spring tide), 상현이나 하현 직후 조차가 가장 작을 때를 조금(영어: neap tide)이라고 한다.
조석은 해안가 연안에 사는 사람들의 생활 방식에 영향을 미친다. 조차가 큰 지역은 선박이 접근하기 어려워 항만 건설에 불리한데, 따라서 큰 항구에서는 갑문이나 부교를 설치하는 등의 방법으로 조석을 이용한다. 조석은 땅과 대기에서도 일어나지만, 그 효과는 미미해 실생활에서 느끼기는 어렵다.

## 조석의 원리
행성에 보이는 조석을 예측하는 이론을 조석 이론이라 한다. 균형조석론, 동역학적 조석론 등이 있다. 조석은 태양과 달의 만유인력과 상대적인 위치, 지구의 자전, 해안가의 지형 등 여러 가지 요인의 영향을 받는다. 태양에 의한 기조력은 달에 의한 기조력의 약 46% 정도로 더 약하다.

### 조석의 기본 원리

달에 의해 발생하는 조석. 달과 마주보는 방향과 반대되는 방향에서 만조가 생긴다. 여기서 태양의 기조력과 지구의 지형 및 자전에 의한 영향은 무시하였다.

조석을 일으키는 힘을 기조력이라 하며, 기조력은 천체와의 거리의 세제곱에 반비례한다. 기조력은 달과 태양 등의 천체가 지구에 작용하는 만유인력과, 지구와 천체의 공통 무게 중심을 중심으로 공전하는 지구의 원심력의 합이다. 그림은 달에 의해 발생하는 조석을 나타낸 것으로, 달과 마주보는 지역에서는 달이 작용하는 만유인력이 가장 크기 때문에 만조가 된다. 달과 반대편에 있는 지역에서는 달과 지구의 공통 무게중심을 도는 원심력이 더 크게 작용하여 마찬가지로 만조가 된다.

달이 지구에 작용하는 기조력(달은 오른쪽에 있으며, 그림에서는 나타나지 않는다.). 빨간색 화살표가 기조력을, 파란색 화살표는 중력을 나타낸다. 중력은 달(S)과 가까운 면에서 최대이고 달과 먼 면에서 최소이며, 지구 중심(O)에 작용하는 중력을 각 지역에서 빼 준 것이 해당 지역에서의 기조력이 된다.

조석은 차등 중력으로도 설명할 수 있다. 즉 달이 지구에 작용하는 중력은 지구상의 각 지점마다 그 크기와 방향이 다른데, 지구 중심에 작용하는 중력을 각 지점마다 빼면 그 결과가 해당 지역에서의 기조력이 된다.
태양이 지구에 작용하는 중력은 달이 작용하는 중력의 약 179배 정도이지만, 태양은 달과 지구 사이의 거리보다 약 389배 정도 멀리 떨어져 있기 때문에 태양에 의한 기조력은 달에 의한 기조력의 약 46% 정도로 약하다. 사리 때 기조력에서 달은 약 69%, 태양은 약 31% 정도를 차지한다. 더 정확히는 달의 기조력에 의한 가속도는 1.1×10−7 g, 태양에 의한 가속도는 0.52×10−7 g 정도이다.(g는 중력가속도)

### 균형조석론
뉴턴의 조석 이론인 균형조석론에서는 해수의 마찰력과 관성력을 무시하고 해수가 받는 힘에 즉각적으로 반응한다고 가정한다. 즉 해수면은 항상 힘의 평형 상태를 유지하고 있다고 가정한다.

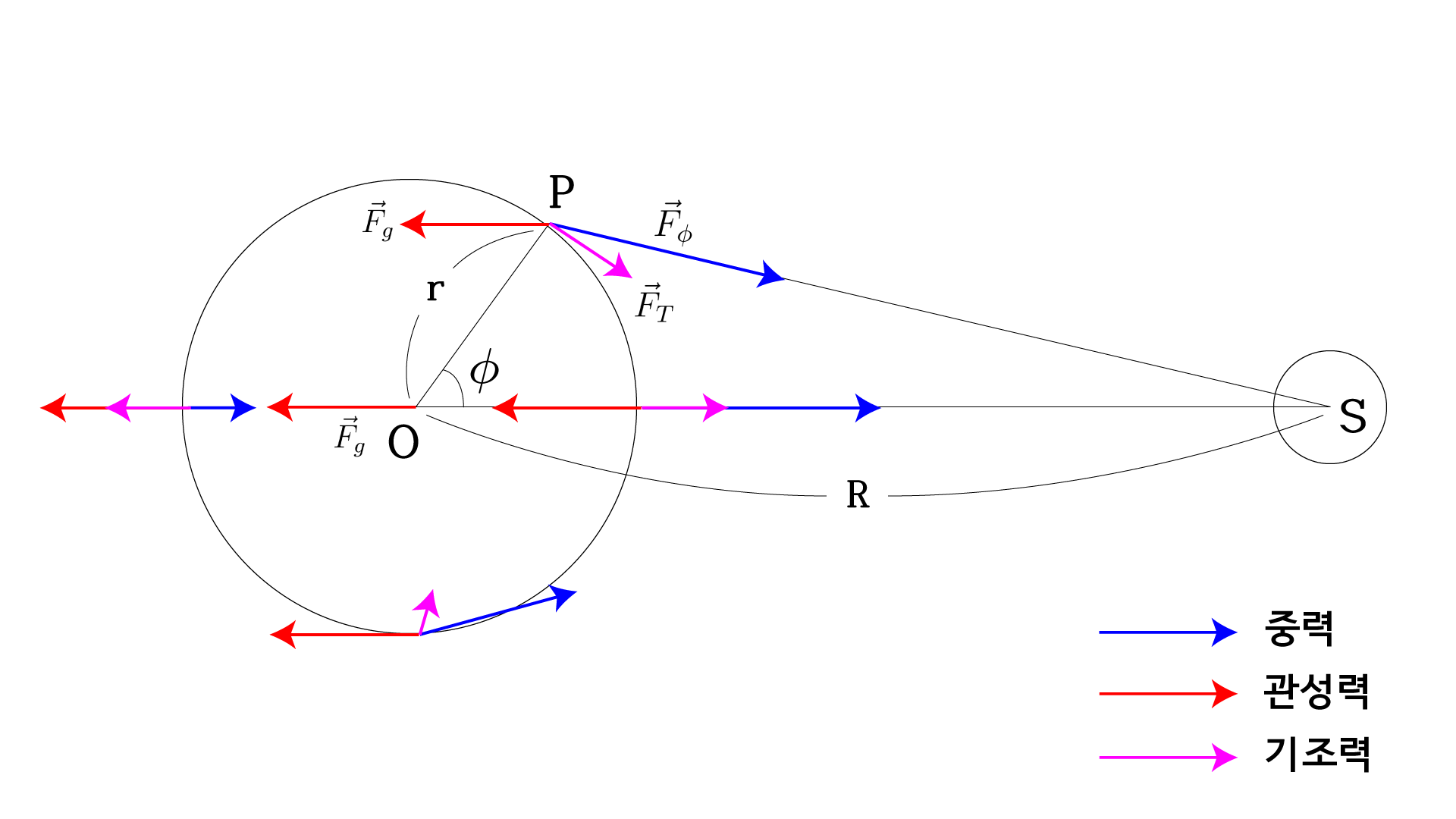
달이 지구에 작용하는 기조력

먼저 달이 지구에 작용하는 기조력만을 고려할 때, 원심력을 고려할 필요가 없는 상황인 지구와 달이 서로 공전을 하지 않는 상황을 생각하자. 즉 지구와 달은 서로 자유 낙하하고 있으며, 이때 지구 중심 관성 좌표계의 관찰자를 생각하자. 그러면 지구상의 모든 지역에서는 지구 중심에 작용하는 중력만큼의 관성력 {\displaystyle {\vec {F}}_{g}}가 반대 방향으로 작용한다.
{\displaystyle {\vec {F}}_{g}=-{\hat {r}}G{\frac {Mm}{R^{2}}}}
여기서 {\displaystyle {\hat {r}}}은 지구 중심에서 달의 중심 방향으로의 단위벡터, M은 지구의 질량, m은 달의 질량, R은 지구 중심에서 달의 중심까지의 거리이다. 한편 달과 마주보는 면에서 지구 위의 위도가 {\displaystyle \phi }인 지역이 받는 중력 {\displaystyle {\vec {F}}_{\phi }}는 다음과 같다.
{\displaystyle {\vec {F}}_{\phi }={\hat {r}}_{0}G{\frac {Mm}{R^{2}+r^{2}-2Rrcos{\phi }}}}
{\displaystyle {\hat {r}}_{0}}은 P에서 달의 중심 방향으로의 단위벡터, r은 지구의 반지름이다. 따라서 P에서의 기조력 {\displaystyle {\vec {F}}_{T}}는 두 벡터의 합이다.
{\displaystyle {\vec {F}}_{T}={\vec {F}}_{g}+{\vec {F}}_{\phi }}
{\displaystyle \phi =0}일 때를 계산하면, R이 r보다 훨씬 크므로 기조력은
{\displaystyle {\vec {F}}_{T}=GMm({\frac {1}{(R-r)^{2}}}-{\frac {1}{R^{2}}})\approx {\frac {2GMm}{R^{3}}}}
으로 근사된다. 같은 방식으로 {\displaystyle \phi =\pi }일 때의 기조력을 구하면 크기가 거의 같고 방향은 반대인 힘이 된다.

## 대한민국의 조석
대한민국의 조석은 지역에 따라 다르게 나타난다. 조수간만의 차가 큰 서해안과 남해안에는 갯벌이 잘 발달해 있다. 전라남도 진도 등의 지역에서는 썰물 때 섬과 섬 사이를 연결하는 바닷길이 열리는 바닷길 현상이 일어나기도 한다. 평균 해수면은 2~3월에 가장 낮고 8월에 가장 높다.

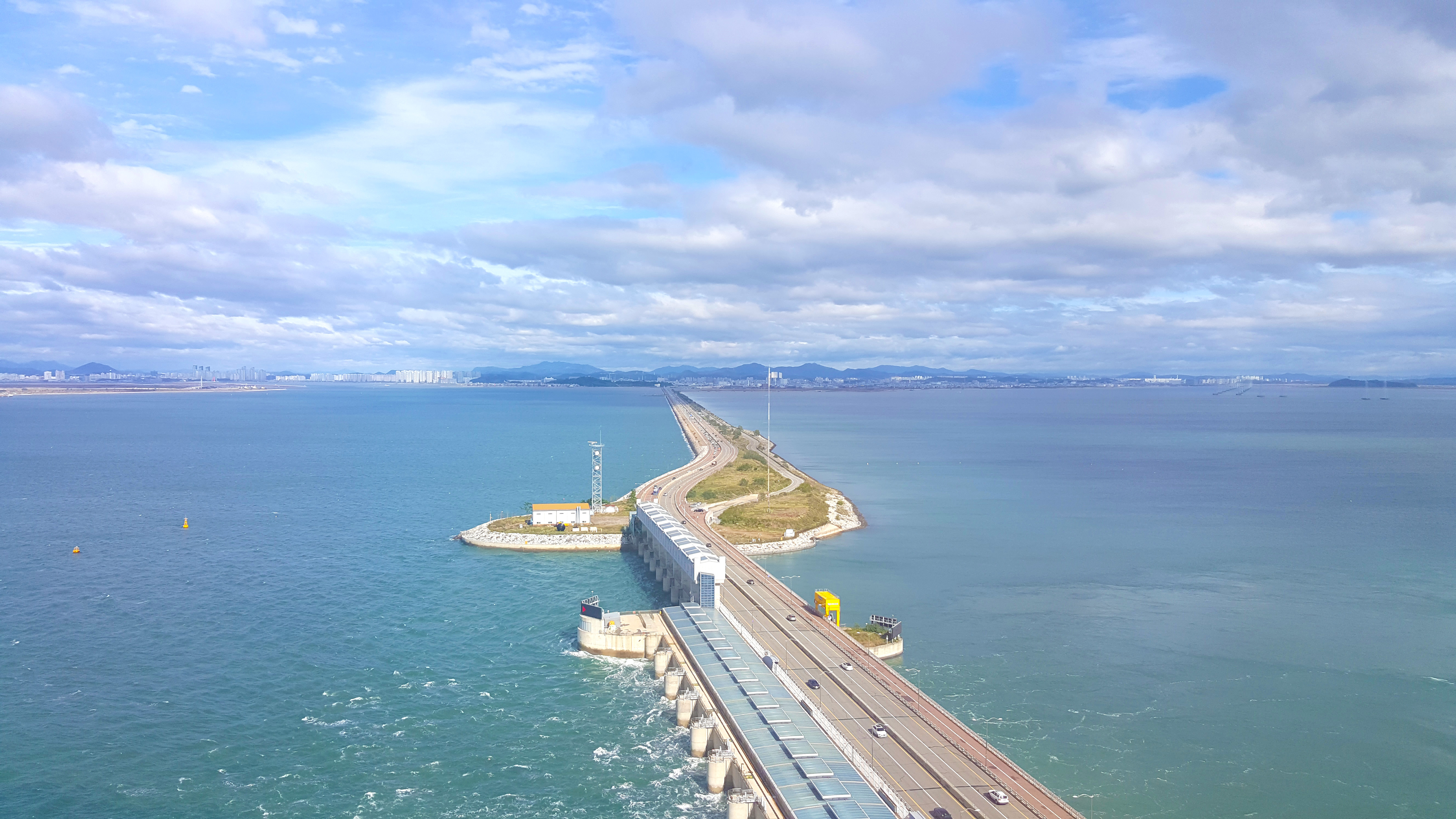
서해안에 있는 시화호조력발전소

서해안은 세계적으로 조수간만의 차가 큰 지역으로, 특히 아산만 부근은 조차가 평균 약 6.1m 정도로 한국의 연안 중 조차가 가장 큰 지역이다. 북쪽에서 남쪽으로 갈수록 조차는 낮아지고 평균 고조간격은 짧아진다.

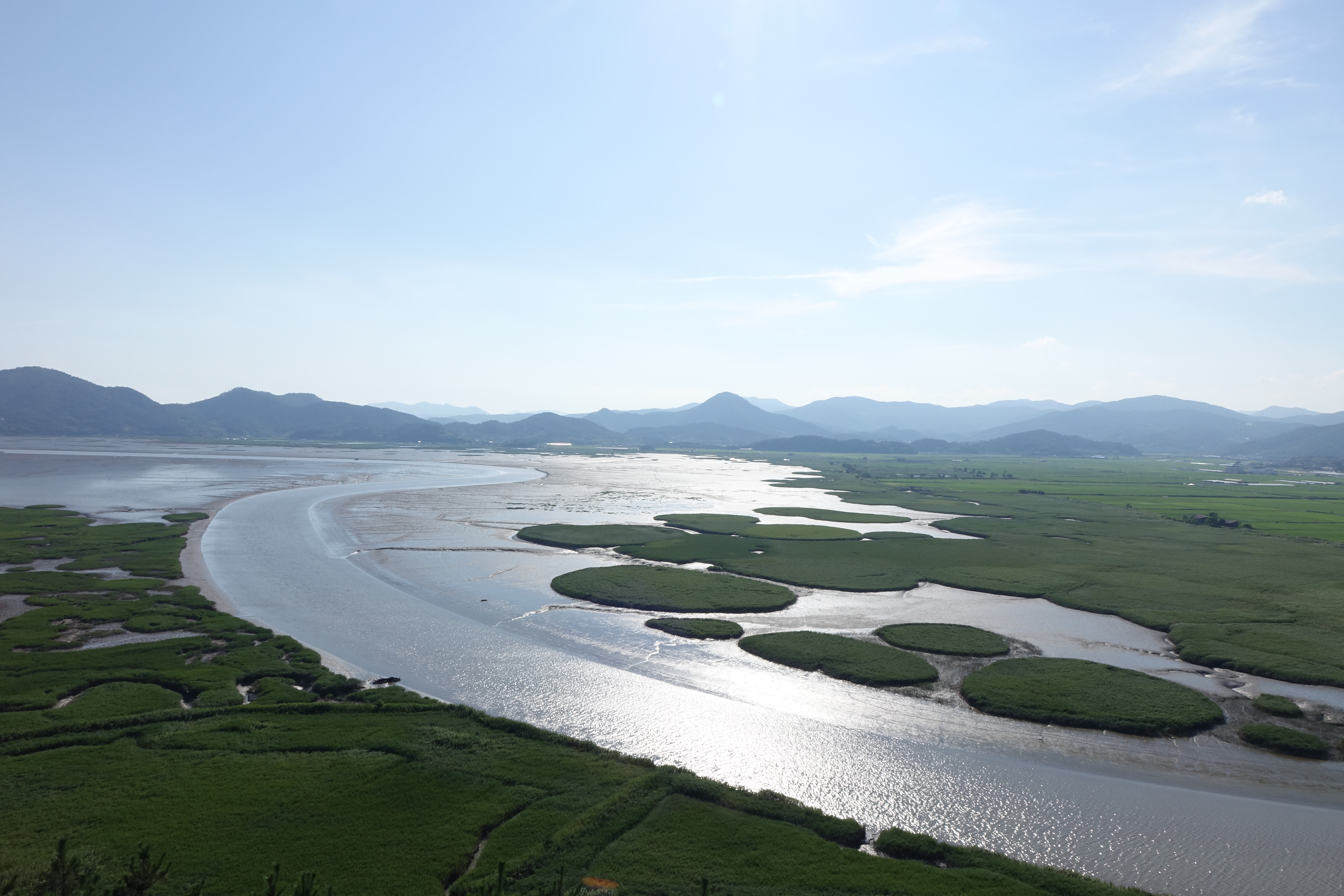
남해안의 보성 벌교 갯벌

남해안은 하루 두 번의 조석이 일어난다. 서쪽에서 동쪽으로 갈수록 조차는 낮아지고 평균 고조간격은 약 8시간에서 11시간으로 짧아진다.
동해안은 수심이 깊고 일본 열도로 둘러싸여 있어 조차가 0.3m 내외로 작은 편이며, 특히 포항 부근은 조차가 평균 약 0.2m 정도로 조차가 가장 적은 지역이다. 동해안에서는 계절에 따라 하루에 간조와 만조가 1번씩만 생기기도 한다.
밀물을 이용하면 별다른 노력 없이도 강 하구에서 하천을 따라 내륙 지방으로 선박을 쉽게 들일 수 있었기 때문에 과거에는 조수 영향권 내의 지역에 주요 교역장이 형성되었다. 한강의 송파나루, 영산강의 영산포 등이 대표적이며 운송 수단의 발전으로 이러한 포구들은 쇠퇴하였다.
오늘날은 단주기(약 1개월) 또는 장주기(약 1년)의 조석 변화를 예측할 수 있으며, 해양수산부 국립해양조사원에서는 국내 연안 150여 개 지역의 조석 정보를 제공하고 있다.

## 참고 문헌
- 한국해양학회. “기조력”. 《네이버 지식백과》.
- “조석”. 《한국민족문화대백과사전》.
- 〈조석〉. 《21세기 웅진학습백과사전》. 웅진. 379-381쪽.

## 같이 보기
- 조석력
- 바다 갈라짐 현상
- 조석 해일
- 조석 이론
- 조력 발전